# 日本粗叶木
日本粗叶木（学名：Lasianthus japonicus）为茜草科粗叶木属下的一个种。

## 扩展阅读
- 維基物種上的相關：日本粗叶木